# Charlie Lee (Informatiker)

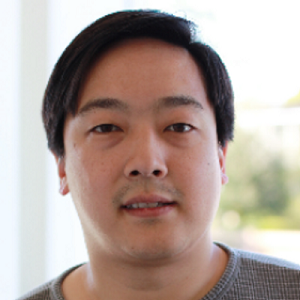
Charlie Lee (2014)

Charles Lee ist ein amerikanischer Informatiker, der als Erfinder von Litecoin gilt. Als Vorsitzender der Litecoin Foundation leitet er die Entwicklung von Litecoin.

## Leben
Lee wurde in der Elfenbeinküste geboren. Mit 13 Jahren zog er mit seiner Familie in die Vereinigten Staaten. 2000 erlangte er einen Master of Science in Informatik am MIT.
Bis 2013 arbeitete er für Google, dann von 2013 bis 2017 für Coinbase. 2017 gab er bekannt, fast alle seine Litecoins verkauft zu haben. Er begründet dies damit, dass er keine zentrale Rolle im Litecoin-Ökosystem spielen möchte. Viele kritisierten, dass Lee mit seinen Tweets Einfluss auf den Litecoin-Kurs nehmen würde.
Mittlerweile arbeitet er Vollzeit bei der Litecoin Foundation, welche er ins Leben rief.